# Perriers-la-Campagne
Perriers-la-Campagne és un municipi francès situat al departament de l'Eure i a la regió de Normandia. L'any 2007 tenia 345 habitants.

## Demografia

### Població
El 2007 la població de fet de Perriers-la-Campagne era de 345 persones. Hi havia 124 famílies de les quals 22 eren unipersonals (11 homes vivint sols i 11 dones vivint soles), 38 parelles sense fills, 60 parelles amb fills i 4 famílies monoparentals amb fills.
La població ha evolucionat segons el següent gràfic:
Habitants censats

### Habitatges
El 2007 hi havia 140 habitatges, 127 eren l'habitatge principal de la família, 6 eren segones residències i 7 estaven desocupats. Tots els 139 habitatges eren cases. Dels 127 habitatges principals, 118 estaven ocupats pels seus propietaris i 8 estaven llogats i ocupats pels llogaters; 1 tenia una cambra, 2 en tenien dues, 14 en tenien tres, 45 en tenien quatre i 65 en tenien cinc o més. 95 habitatges disposaven pel capbaix d'una plaça de pàrquing. A 43 habitatges hi havia un automòbil i a 79 n'hi havia dos o més.

### Piràmide de població
La piràmide de població per edats i sexe el 2009 era:
| Homes | Edats   | Dones |
| ----- | ------- | ----- |
| 0     | 95 o +  | 0     |
| 0     | 90 a 94 | 0     |
| 0     | 85 a 89 | 0     |
| 0     | 80 a 84 | 0     |
| 0     | 75 a 79 | 4     |
| 8     | 70 a 74 | 8     |
| 8     | 65 a 69 | 4     |
| 4     | 60 a 64 | 8     |
| 12    | 55 a 59 | 8     |
| 0     | 50 a 54 | 4     |
| 12    | 45 a 49 | 0     |
| 16    | 40 a 44 | 20    |
| 20    | 35 a 39 | 8     |
| 24    | 30 a 34 | 40    |
| 0     | 25 a 29 | 12    |
| 12    | 20 a 24 | 4     |
| 12    | 15 a 19 | 4     |
| 24    | 10 a 14 | 8     |
| 16    | 5 a 9   | 28    |
| 8     | 0 a 4   | 20    |

## Economia
El 2007 la població en edat de treballar era de 233 persones, 178 eren actives i 55 eren inactives. De les 178 persones actives 166 estaven ocupades (87 homes i 79 dones) i 13 estaven aturades (6 homes i 7 dones). De les 55 persones inactives 22 estaven jubilades, 21 estaven estudiant i 12 estaven classificades com a «altres inactius».

### Ingressos
El 2009 a Perriers-la-Campagne hi havia 135 unitats fiscals que integraven 383 persones, la mediana anual d'ingressos fiscals per persona era de 18.807 €.

### Activitats econòmiques
Dels 12 establiments que hi havia el 2007, 7 eren d'empreses de construcció, 1 d'una empresa de comerç i reparació d'automòbils, 2 d'empreses de transport, 1 d'una empresa de serveis i 1 d'una empresa classificada com a «altres activitats de serveis».
Dels 5 establiments de servei als particulars que hi havia el 2009, 1 era un guixaire pintor, 2 fusteries i 2 electricistes.
L'únic establiment comercial que hi havia el 2009 era una botiga de mobles.
L'any 2000 a Perriers-la-Campagne hi havia 5 explotacions agrícoles.

## Equipaments sanitaris i escolars
El 2009 hi havia una escola maternal integrada dins d'un grup escolar amb les comunes properes formant una escola dispersa.

## Poblacions properes
El següent diagrama mostra les poblacions més properes.